# Gloeospermum
Gloeospermum é um género botânico pertencente à família Violaceae.

## Especie
- Gloeospermum boreale, C.V.Morton

1. ↑  «Gloeospermum — World Flora Online». www.worldfloraonline.org. Consultado em 19 de agosto de 2020